# Stena Discovery (schip, 1997)
De Stena Discovery was een snelle veerboot van het ontwerp HSS 1500 die in 1997 aan Stena Line werd opgeleverd door Finnyards, in de Finse stad Rauma.

## Stena Discovery
Als Stena Discovery voer het tussen 2 juni 1997 en 8 januari 2007 de veerdienst naar Engeland tussen Hoek van Holland en Harwich. De veerboot was vrijwel geheel gemaakt van aluminium en was de grootste en snelste catamaran ter wereld. De maximumcapaciteit was 1500 passagiers. Het schip was verder geschikt voor ongeveer 350 auto's, caravans, bussen en vrachtwagens die het schip aan de achterkant rechts binnenreden, via een U-bocht aan de voorkant keerden en het schip links aan de achterkant weer verlieten. 
De Discovery voer met een snelheid van zo'n 43 knopen, 75 à 80 kilometer per uur, twee keer zo snel als andere veerboten op de route. Het was voorzien van vier jetstream motoren van Boeing met een vermogen van 100.000 pk. De stroom werd geleverd door vier gasturbines van GE Aviation in een dubbele gecombineerde gas- en gasconfiguratie. Het schip gebruikte vier Kamewa-waterjets voor de voortstuwing. 
Het schip deed de overtocht in nominaal 3 uur en 40 minuten en voer normaal gesproken twee keer per dag op en neer tussen Hoek van Holland en Harwich. De afvaarten in Hoek van Holland waren om 7:20 uur en om 16:00 uur, terwijl de afvaarten vanuit Harwich om 10:40 uur en om 19:30 uur (Britse tijd) waren. In aansluiting op de afvaarten in Hoek van Holland reed tot eind 2006 een speciale boottrein tussen Amsterdam Centraal en Hoek van Holland Haven, zodat passagiers snel naar de boot konden worden gebracht maar ook tussen Station Harwich International en Station London Liverpool Street. Door technische mankementen en onderhoud dat plaats vond in januari, de minst drukke maand, werden regelmatig afvaarten geannuleerd, over heel 1998 18 procent. Ook werden bij niet beschikbaarheid bepaalde tijd andere vervangende schepen ingezet, die echter op halve snelheid voeren met een aangepaste dienstregeling.   

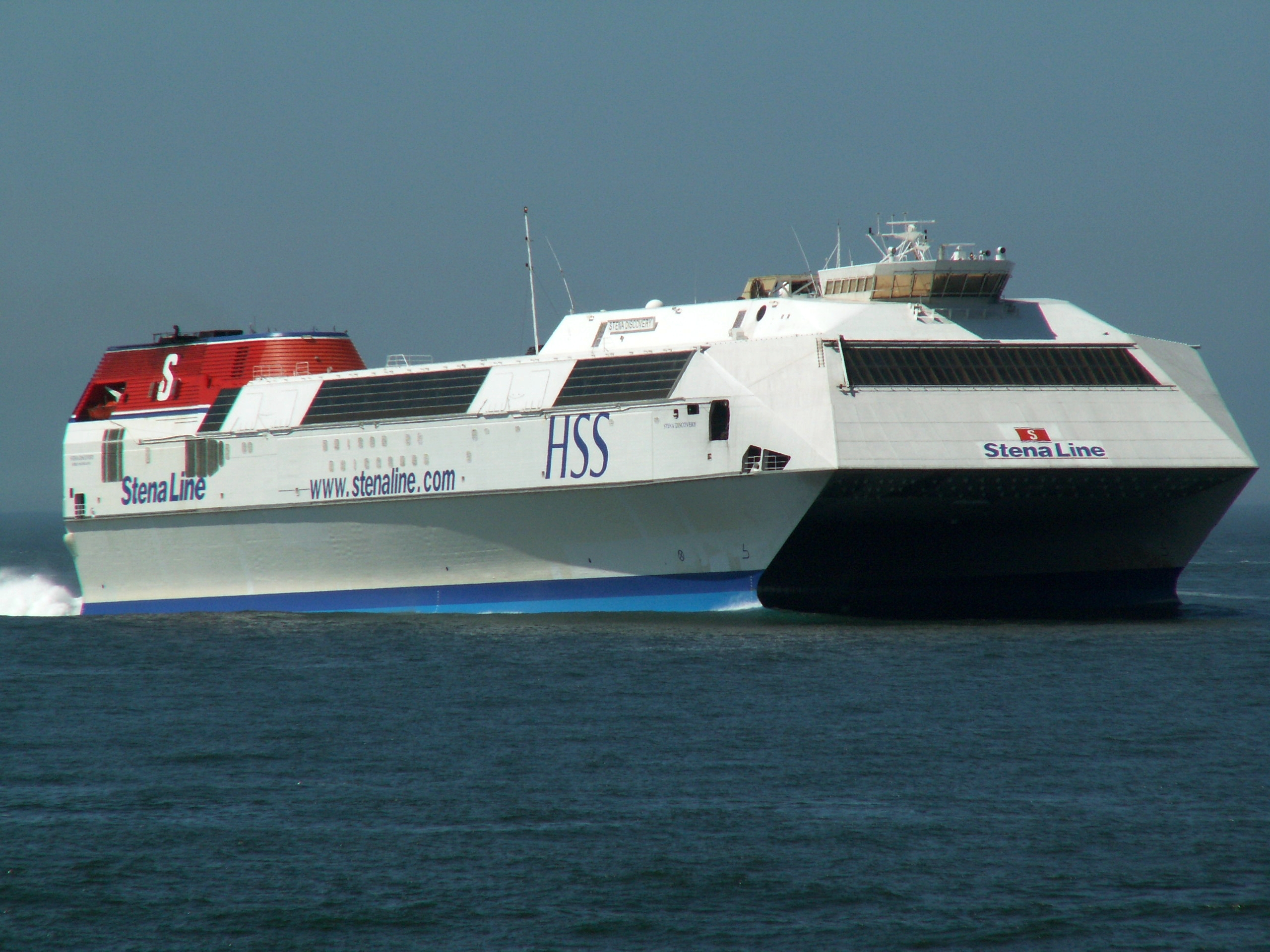
Stena Discovery in 2005

Het schip, een catamaran, lag niet plat op het water maar steunde aan beide kanten op twee grote ovale catamarandrijvers, die meer dan vier meter onder water staken met een speciale vorm om heftig stampen te voorkomen. Tussen de drijvers stroomde het water. Het was een eenrichtingschip en de stuurhut bevond zich aan de voorkant, waarbij voor aankomst in de haven moest worden gedraaid. De machinekamer bevond zich aan de achterzijde.
In tegenstelling tot andere veerboten met vaak meerdere etages had het schip boven het autodek acht meter boven het water een grote verblijfsruimte met faciliteiten zoals restaurants waaronder een McDonalds, bars, winkels, bioscoop, amusement, speelruimte voor kinderen en was er animatie. Ook waren er veel zitplaatsen met tafels, relaxstoelen, was er gratis wifi en een observatieruimte waar naar buiten kon worden gekeken. Tegen betaling van een toeslag konden passagiers gebruik maken van de Stena Plus Lounge, een comfortabele zitruimte met extra voorzieningen. Het schip had geen hutten voor overnachtingen beschikbaar, dat was ook niet noodzakelijk omdat er niet 's nachts werd gevaren. Door de hoge snelheid was verblijf buiten niet  mogelijk, er was geen buitenruimte of terras aanwezig. 

### Incidenten
- In 1997 veroorzaakte de boot zulke hoge golven dat mensen in Felixstowe op de vlucht sloegen voor een kleine tsunami.
- Op 4 januari 1998 voer het schip op volle snelheid toen het een golf van 3,5 meter raakte, waardoor het water over de neus omhoog werd geduwd en de brugramen raakte en de onderkant van de neus beschadigde. Er werd ontdekt dat dit buiten de ontwerpmogelijkheden van het schip lag. Bij Finnyards werden daarna kleine luchtgaatjes aangebracht om herhaling te voorkomen.
- Op 17 februari 1999 brak brand uit in de machinekamer.
- In juli 1999 sloeg een Engelse visser in zijn boot door de hoge golfslag overboord en verdronk. Stena Line betaalde in 2001 de nabestaanden een onbekend bedrag aan schadevergoeding.
- Op 15 maart 2001 verzuimde een chauffeur van een vrachtauto van 18 ton (geladen met 12 ton verse vis) de handrem van zijn voertuig aan te trekken tijdens een overtocht vanuit Hoek van Holland. Toen de veerboot versnelde rolde de vrachtwagen achteruit, crashte door de achterdeuren van het schip en stortte in de Noordzee. Hij nam drie kleinere busjes en een van de achterdeuren mee. Het schip keerde terug naar Hoek van Holland en werd uit de vaart genomen voor reparatie. De schade aan de deur en het verlies van de voertuigen werd geschat op ongeveer £ 200.000.
- Op 9 september 2001 uit de vaart genomen na problemen met de waterjets, gerepareerd bij in Keppel Verolme.
- Op 7 oktober 2003 bij aankomst te Hoek van Holland hard tegen de kade aangekomen, geen gewonden, wel ernstige schade opgelopen.[4]

### Einde
De Stena Line besloot in 2006 om de Stena Discovery, de investering van 220 miljoen gulden was verre van afgeschreven, uit de vaart te halen. De brandstofprijzen waren sinds 1997 vervijfvoudigd en het verbruik van 180.000 liter gasolie was hoger dan de zeven andere Stena-veerboten bij elkaar. Door de concurrentie van de luchtvaart en Kanaaltunnel met de Eurostar, was het aantal passagiers sterk teruggelopen en kon er geen winst meer gemaakt worden. Op 8 januari 2007 maakte de Stena Discovery haar laatste tocht over de Noordzee. 
Daarvoor in de plaats heeft de Stena Line twee van haar andere schepen naar de route verlegd en voorzien van extra capaciteit, Stena Hollandica (sinds 2010 Stena Germanica) en Stena Britannica (sinds 2010 Stena Saga). In 2010 werden twee nieuwe schepen met die namen in gebruik genomen Stena Hollandica en Stena Britannica.

## HSS Discovery
Nadat Stena het schip uit de vaart had genomen, lag het twee jaar opgelegd in Belfast (Noord-Ierland). In 2009 werd het als HSS Discovery gekocht door Albamar Shipping Company en kwam het in de vaart in La Guaira in Venezuela. Nog hetzelfde jaar kwam er al een einde aan deze route en in 2011 werd het schip naar Curaçao gebracht. In 2015 werd het gesloopt bij Sok Denizcilik in de Turkse stad Aliaga.

## Afbeeldingen
1. ↑  HSS STENA DISCOVERY (1997). www.faktaomfartyg.se. Geraadpleegd op 17 juni 2024.
2. 1 2  Zuidervaart, Bart, Varende pechvogel staakt vaart. Trouw (27 augustus 2016). Gearchiveerd op 17 juni 2024. Geraadpleegd op 17 juni 2024.
3. ↑  op 25 december waren er geen afvaarten
4. ↑  https://www.marhisdata.nl/schip&id=8981